# Krimtyskar
Krimtyskar är namnet på de tyska kolonister som omkring år 1805 började invandra till halvön Krim.  När Tyskland angrep Sovjetunionen 1941  deporterades de omkring 50-60 000 krimtyskarna på halvön, först till Rostov oblast och sedan vidare till Kazakstan. De fick först återvända under perestrojkan i slutet på 1980-talet.